# أزهار الشر
أزهار الشر (بالفرنسية: Les Fleurs du mal)‏ هو مجموعة شعرية للشاعر الفرنسي شارل بودلير، نُشرت في طبعتها الأولى سنة 1857، وتبوأت مكانة في الحركات الأدبية الرمزية والحداثية. تدور قصائد المجموعة حول موضوعات تتعلق بالانحلال والإيروتيكية.
كانت المجموعة في طبعتها الأولى مقسمة إلى ستة أقسام حسب موضوعاتها:
1. السأم والمثالية Spleen et Idéal
2. لوحات باريسية Tableaux parisiens
3. الخمر Le Vin
4. أزهار الشر Fleurs du mal
5. التمرد Révolte
6. الموت La Mort